# Easy (EP)
Easy es el tercer EP del grupo femenino surcoreano Le Sserafim. Fue lanzado por Source Music y distribuido por YG Plus el 19 de febrero de 2024. El álbum contiene cinco canciones, incluyendo su sencillo principal titulado «Easy».

## Antecedentes y lanzamiento
El 17 de enero de 2024, las miembros de Le Sserafim fueron vistas en el Aeropuerto Internacional de Incheon vestidas con máscaras y muy cubiertas, lo que dio a entender a sus seguidores la cercanía de un próximo regreso musical del grupo, por la costumbre de los grupos de K-Pop de cambiar sus imágenes en cada nuevo lanzamiento.
El 21 de enero de 2024, las cuentas oficiales de Le Sserafim anunciaron, a través de un vídeo titulado «Make it look Easy», el lanzamiento de su futuro tercer miniálbum, bajo el título de Easy, para ser publicado el 19 de febrero de 2024. Source Music, casa discográfica del grupo femenino, señaló en su comunicado que «Easy es un álbum que habla honestamente de la ansiedad y las preocupaciones que existen detrás de la apariencia confiada de Le Sserafim». El anuncio vino apenas cuatro días después de que se confirmara la presentación del grupo en el Festival de Coachella en su versión 2024.
El 22 de enero fue publicado el calendario de actividades relacionado al nuevo lanzamiento, mientras que el 26 de enero fue lanzado un vídeo promocional titulado 'Good Bones', donde se aprecia a las miembros del grupo en diversos escenarios, con una narración de fondo hablada en coreano, inglés y japonés, inspirada en el poema Good Bones de la poeta y escritora Maggie Smith. El vídeo fue dirigido por Yu Kwang-goeng, uno de los principales directores de cine comercial de Corea del Sur.
El 2 de febrero de 2024 fue publicada una serie de fotos conceptuales de las miembros como parte de la promoción del nuevo álbum. El 7 de febrero fueron publicados cinco vídeos con adelantos de cada una de las canciones que componen el álbum, seguido horas después de la lista de canciones y cada uno de sus créditos.
El EP se lanzó junto con el vídeo musical de su sencillo «Easy» el 19 de febrero de 2024.

## Lista de canciones
| CD / Descarga digital |                  | |                       |          |  |
| N.º                   | Título           | Letras | Producción            | Duración |  |
| 1.                    | «Good Bones»     | SCORE(13), Megatone(13), hitman bang, HYBE | 13                    | 2:40     |  |
| 2.                    | «Easy»           | Amanda "Kiddo A.I.", Ibanez, Sean Turk, Joseph Barrios, Alex Fernandez, Jordyn Smith, Hadar Adora, Supreme Boi, SCORE(13), Megatone(13), hitman bang                                     | Sean Turk, Cashae, 13 | 2:44     |  |
| 3.                    | «Swan Song»      | Slow Rabbit, Justin Tranter, Sarah Troy, Supreme Boi, SCORE(13), Megatone(13), hitman bang, Chaewon, Sakura, Kazuha, Yunjin                                                              | Slow Rabbit, 13       | 2:37     |  |
| 4.                    | «Smart»          | SCORE(13), Megatone(13), Supreme Boi, Arineh Karimi, BB ELLIOT, Zzz., hitman bang, Paige Garabito, Yunjin, Jasmin Lee Maming, Teodor Herrgårdh, Hadar Adora, Charli, 이은화(153/Joombas) | 13                    | 2:46     |  |
| 5.                    | «We Got So Much» | Noh Ju Hwan, Sofia Vivere, danke, Yunjin, hitman bang, Eunchae, SCORE(13), Megatone(13)                                                                                                  | Noh Ju Hwan           | 2:45     |  |
| 13:32                 |                  | |                       |          |  |

## Posicionamiento en listas
| Lista (2024)                            | Mejor posición |
| --------------------------------------- | -------------- |
| Alemania (Offizielle Top 100)           | 75             |
| Bélgica (Ultratop Flanders)             | 56             |
| Bélgica (Ultratop Wallonia)             | 68             |
| Canadá (Billboard Canadian Albums)      | 73             |
| Corea del Sur (Circle Album Chart)      | 1              |
| Croacia (HDU)                           | 5              |
| Estados Unidos (Billboard 200)          | 8              |
| Estados Unidos (Billboard World Albums) | 2              |
| Hungría (MAHASZ)                        | 38             |
| Japón (Oricon Albums)                   | 1              |
| Japón (Oricon Combined Albums)          | 1              |
| Nueva Zelanda (Recorded Music NZ)       | 30             |
| Taiwán (Five Top)                       | 1              |

## Ventas y certificaciones
| País                                               | Organismo certificador | Certificación | Ventas certificadas | Ref.   |
| Ventas                                             | Ventas                 | Ventas        | Ventas              | Ventas |
| -------------------------------------------------- | ---------------------- | ------------- | ------------------- | ------ |
| Corea del Sur                                      | KMCA                   | Million       | 1 000 000*          | [ 28 ] |
| *Cifras de ventas basadas solo en certificaciones. |                        |               |                     |        |

## Historial de lanzamiento
| País          | Fecha                 | Formato                    | Sello                 |
| ------------- | --------------------- | -------------------------- | --------------------- |
| Varios        | 19 de febrero de 2024 | Descarga digital streaming | Source Music, YG Plus |
| Corea del Sur | 19 de febrero de 2024 | CD                         | Source Music, YG Plus |